# Marston Meysey
Marston Meysey est une paroisse civile et un village du Wiltshire, en Angleterre.